# Teatro municipal Alberto Saavedra Pérez
El Teatro Municipal «Alberto Saavedra Pérez», también conocido como Teatro Municipal de La Paz, es el principal teatro de la ciudad de La Paz y escenario para la presentación de recitales y conciertos musicales, obras teatrales, ballet y opera, entre otros espectáculos culturales. Localizado en la calle Jenaro Sanjinez esquina Indaburo de la ciudad de La Paz, sede de gobierno del país sudamericano de Bolivia. Fue inaugurado en 1845, siendo el teatro más antiguo de Sudamérica.

## Historia

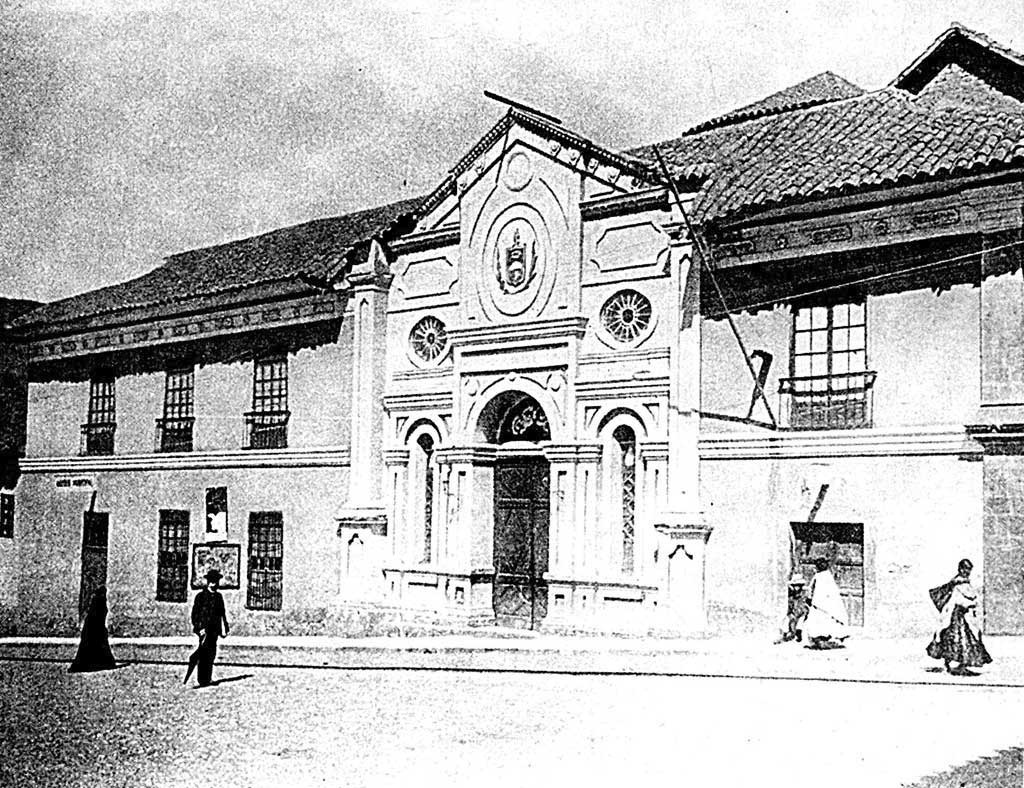
Fachada del Teatro Municipal «Alberto Saavedra Pérez» a finales del.

Construido en 1834 durante el gobierno del presidente Andrés de Santa Cruz, se concluyó en 1845 durante la presidencia de José Ballivián y Segurola. El teatro fue proyectado por el arquitecto José Núñez del Prado, quien se basó en un teatro de Venecia. Fue inaugurado el 18 de noviembre de 1845 con la presentación del Escudo de Bolivia y del Himno Nacional.
Inicialmente fue conocido como Teatro Nacional, al pasar a cargo de la Municipalidad de La Paz se designó como Municipal, denominándose luego en memoria del dramaturgo paceño Alberto Saavedra Pérez.

## Arquitectura

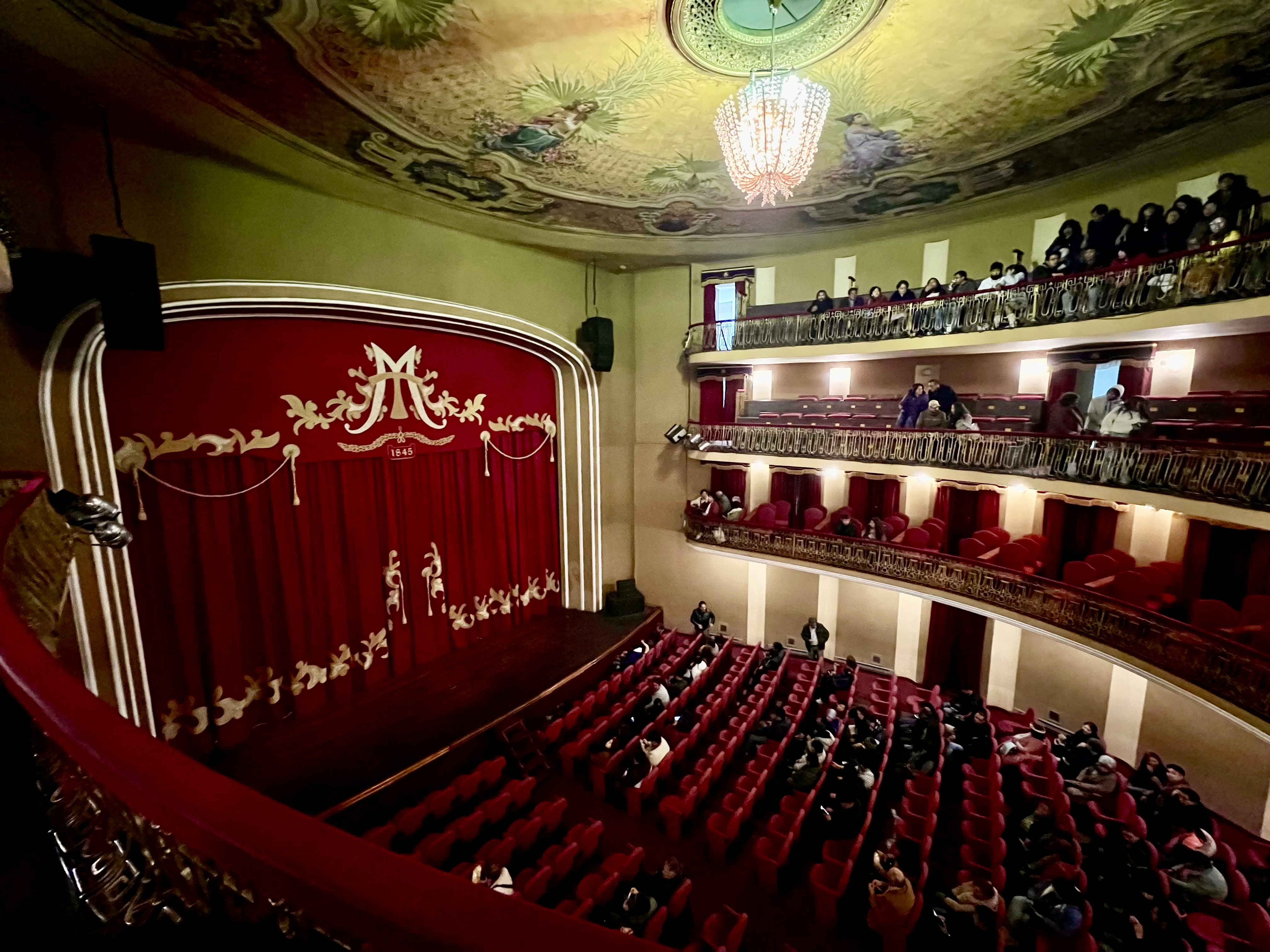
Interior del Teatro.

Su estilo arquitectónico corresponde al periodo republicano, siendo el primer diseño del teatro semejante al de uno de los más importantes Teatros Venecianos de ese entonces. El arquitecto Núñez del Prado, también edificó el Palacio de Gobierno de Bolivia y la Universidad Mayor Real y Pontificia San Francisco Xavier de Chuquisaca, en la ciudad de Sucre.
Siendo el teatro más antiguo de Sudamérica, su interior aún conserva el diseño original, salvo algunos cambios realizados en 1861. La fachada original era sencilla, estaba dividida en tres calles, resaltando en el edificio el decorado con platabandas y entablamento. Durante el siglo XIX se modificó la fachada mostrando dos pilastras dóricas a los costados de la portada y sobre ellas en un frontón el escudo de La Paz.

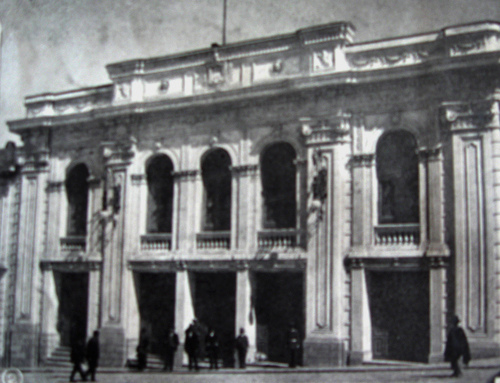
Fachada del Teatro Municipal "Alberto Saavedra Pérez" a principios del siglo XX

Se conocen al menos siete remodelaciones documentadas del Teatro. Su fachada fue remodelada en 1910 y 1961. Se conoce la fachada de finales del siglo XIX y principios del siglo XX gracias a fotografías antiguas de este edificio.
Durante la década de 1970 se llevó a cabo otra importante remodelación en la que se cubrieron los palcos bajos con un empapelado sobre los frescos que estaban en las paredes; realizándose la tercera intervención a la edificación entre los años 1992 y 1994, en la que se logró avanzar en el proscenio, recuperando espacio y mejorando la acústica, también se retapizaron las butacas y se arregló el cortinaje. El año 2006, se realizaron obras de reparación preventiva.
Entre los trabajos realizados en la infraestructura del teatro destaca la restauración del fresco del plafón, para el que tuvieron que sacar las butacas para montar los andamios necesarios. El autor del fresco original es el artista francés Lemetyer, el fresco central tiene alegorías a la música y al teatro y en las pinturas de los medallones se retrata a los grandes maestros de la literatura, la lírica y el teatro, como Cervantes, Shakespeare o Wagner que se han conservado desde la primera construcción.
En 2012 se realizó una nueva restauración a la fachada del Teatro, pintándose ésta de colores rojo y blanco.